# Neoseps reynoldsi
Neoseps reynoldsi је гмизавац из реда Squamata и фамилије Scincidae. 

## Угроженост
Ова врста се сматра рањивом у погледу угрожености врсте од изумирања.

## Распрострањење
Сједињене Америчке Државе су једино познато природно станиште врсте.

## Популациони тренд
Популација ове врсте се смањује, судећи по расположивим подацима.

## Станиште
Врста Neoseps reynoldsi има станиште на копну.